# Jules Bouval
Jules-Henri Bouval (* 9. Juni 1867 in Toulouse; † 25. Februar 1911) war ein französischer Organist und Komponist.

## Leben
Bouval studierte am Pariser Konservatorium Harmonielehre bei Théodore Dubois, Komposition bei Léo Delibes und Jules Massenet, Klavier bei Antoine François Marmontel und Orgel bei César Franck. 1893 erhielt er beim Wettbewerb um den Prix de Rome für die Kantate Antigone eine lobende Erwähnung.
Nach 1900 wurde Bouval Organist an der Kirche Saint-Pierre de Chaillot. Louis Vierne widmete ihm den Marche funèbre aus den 1913 erschienenen 24 pièces en style libre. Neben seiner Tätigkeit an Saint-Pierre-de-Chaillot unterrichtete Bouval Harmonielehre am Pariser Konservatorium, wo Georges Migot zu seinen Schülern zählte.
Von Bouvals Kompositionen werden einige Stücke für Harmonium oder Orgel (L'Office du Matin, L'Office du Soir) sowie Lieder (Fleur massagère nach einem Gedicht von Henri Passerieu, Les nuages nach einem Gedicht von Michail Jurjewitsch Lermontow in der Übersetzung von Alexandre Dumas) bis in die Gegenwart aufgeführt.